# Мар-дель-Плата
Мар-дель-Пла́та (исп. Mar del Plata — «серебряное море») — город в Аргентине, в провинции Буэнос-Айрес. Расположен в 400 км к югу от столицы страны, Буэнос-Айреса. Мар-дель-Плата является одним из крупнейших рыболовецких портов на берегу Атлантического океана и важным морским курортом. 7-й по численности населения город Аргентины (593 тыс. жителей по переписи  2010 года).

## Экономика
Туризм является основой экономики  Мар-дель-Платы (в 2006 году город посетили 7 млн человек). Город обладает развитой туристической инфраструктурой с многочисленными отелями, ресторанами, казино и театрами, красивыми пляжами. Мар-дель-Плата также является важным спортивным центром
с многоцелевым стадионом «Хосе Мария Минелья» (построенным для чемпионата мира по футболу 1978 года,
а затем переоборудованным для Панамериканских игр 1995 года), 5 полей для гольфа и многие
другие объекты.
В Мар-дель-Плате расположен крупный рыбный порт, его предприятия специализируются на переработке рыбы; есть два крупных судоремонтных завода.
Имеются предприятия текстильной, пищевой промышленности и по производству полимеров, развитая промышленность упаковочных машин — их качество признано на международном рынке.
С середины 1980-х годов в Мар-дель-Плате строятся заводы, выпускающие электронику (в основном телекоммуникационную).
Фермы в сельских районах, прилегающих к городу, в основном специализируются на выращивании овощей.

## Транспорт

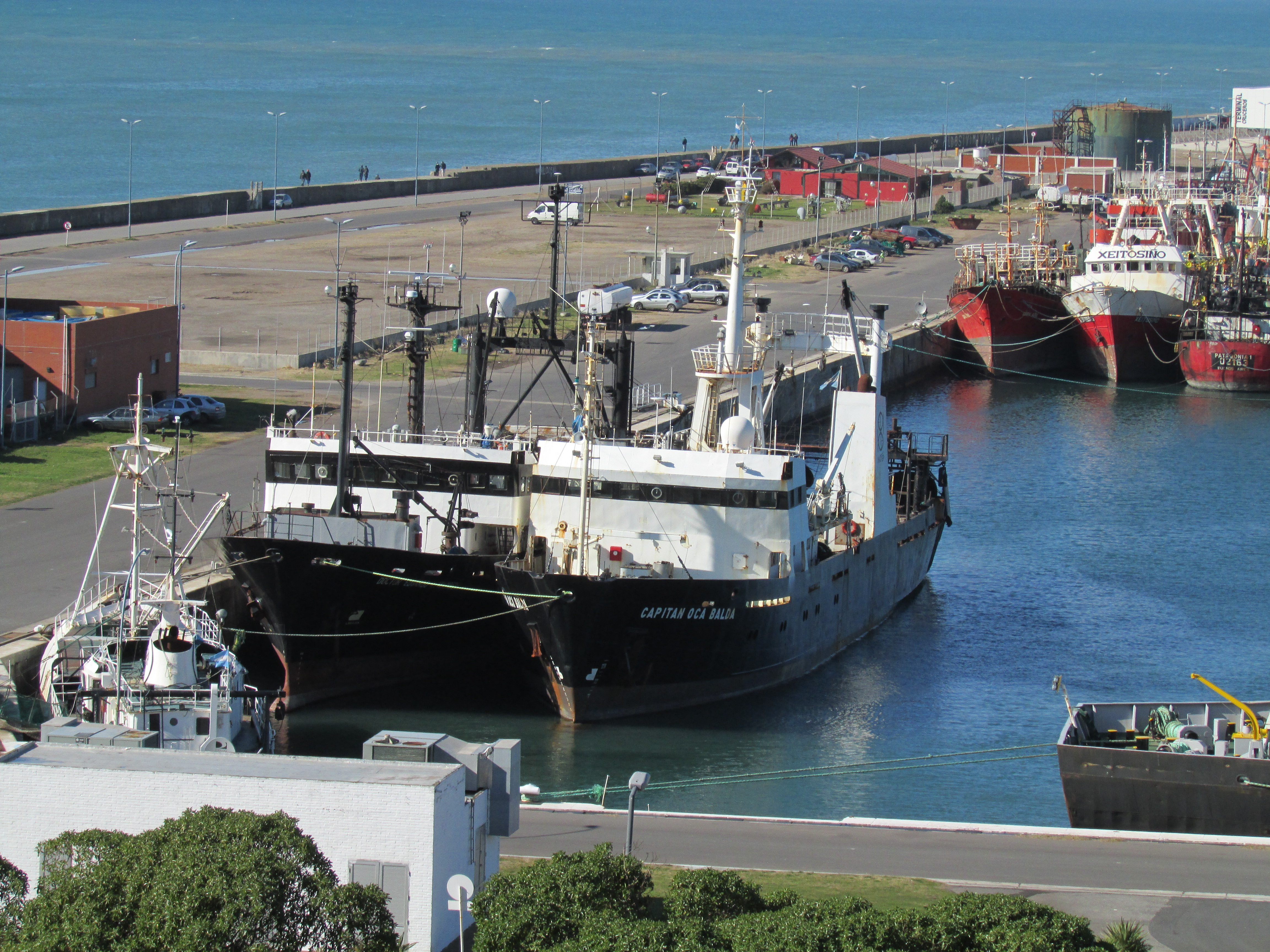
Научно-исследовательские и рыболовецкие суда в порту Мар-дель-Плата. На переднем плане, справа Capitán Oca Balda.

Международный аэропорт имени Астора Пьяццоллы (назван в честь аргентинского композитора Астора Пьяццоллы) служит воздушными воротами Мар-дель-Платы с ежедневными рейсами в Буэнос-Айрес, обслуживаемыми компаниями Aerolíneas Argentinas и Sol Líneas Aéreas и еженедельными рейсами в Патагонию, обслуживаемыми аэрокомпанией LADE.
Имеется автовокзал, отправляющий автобусы в большинство городов Аргентины. С железнодорожного вокзала ежедневно отправляются два поезда в Буэнос-Айрес к вокзалу «Конститусьон».
Автострада № 2 соединяет Мар-дель-Плата с Буэнос-Айресом, шоссе № 11 идёт по берегу океана и оканчивается в городе Мирамар, в 40 км к югу от Мар-дель-Плата. Шоссе № 88 ведёт в Некочеа и шоссе № 226 — в Балькарсе, Тандиль и Олаваррию.

## История
Доиспанская эпоха: регион был населён кочевниками Гюнюн Кена (также известные как северные Теуэльче).
Позднее (после XI века) они оказали сильное влияние на культуру мапуче.
1577—1857: Первые европейские экспедиции (ранее здесь, вероятно, бывали флотилии испанцев, но они не высаживались на берег). Фрэнсис Дрейк совершил обследование побережья, Хуан де Гарай через несколько лет изучил области на суше. Первая попытка колонизации иезуитами территории вблизи озера Лагуна-де-лос-Падрес закончилась катастрофой (1751 год).
1857—1874: Португальский предприниматель Коэльо де Meйреллеш, пользуясь обилием в стране дикого крупного рогатого скота, построил пирс и фабрику по засолке мяса, но бизнес продлился всего несколько лет.
1874—1886: Патрисио Перальта Рамос приобрёл заброшенную фабрику вместе с окружающей землёй и 10 февраля 1874 года основал город.
1886—1911: Железнодорожная линия от Буэнос-Айреса достигла Мар-дель-Плата. Начали действовать первые отели.
1911—1916: Основной порт был построен и открыт в 1916 году.
1930—1946: Курортный комплекс с казино по проекту архитектора Алехандро Бустильо, открыт в 1939 году; в этот период также была построена автострада № 2, основная дорога в Буэнос-Айрес. В 1945 году в Мар-дель-Плата были интернированы две немецкие субмарины: в июле U-530, а в августе — U-977.

## Климат
| Показатель                                    | Янв.  | Фев. | Март | Апр. | Май  | Июнь | Июль | Авг. | Сен. | Окт. | Нояб. | Дек. | Год   |
| --------------------------------------------- | ----- | ---- | ---- | ---- | ---- | ---- | ---- | ---- | ---- | ---- | ----- | ---- | ----- |
| Средний суточный максимум, °C                 | 26,3  | 25,8 | 23,7 | 20,5 | 16,8 | 13,8 | 13,1 | 14,4 | 16,0 | 18,5 | 21,7  | 24,4 | 19,6  |
| Средняя температура, °C                       | 20,3  | 19,9 | 18,0 | 14,6 | 11,3 | 8,5  | 8,1  | 8,9  | 10,5 | 13,1 | 15,9  | 18,5 | 14,0  |
| Средний суточный минимум, °C                  | 14,3  | 14,1 | 12,5 | 9,1  | 6,4  | 4,1  | 3,8  | 4,0  | 5,3  | 7,6  | 10,1  | 12,7 | 8,7   |
| Норма осадков, мм                             | 100,1 | 72,8 | 107  | 73,3 | 73,5 | 54,9 | 58,9 | 64   | 56,4 | 83,4 | 75,3  | 104  | 923,6 |
| Температура воды, °C                          | 25    | 24   | 23   | 22   | 20   | 19   | 17   | 18   | 20   | 21   | 22    | 23   | 21    |
| Источник: World Climate, Туристический портал |       |      |      |      |      |      |      |      |      |      |       |      |       |

## Известные уроженцы
- Хуан Карлос Кастаньино (1908—1972) — аргентинский художник-монументалист.
- Астор Пьяццолла (1921—1992) — аргентинский композитор и музыкант
- Chenoa (род. 1975) — аргентинская певица.
- Эмилиано Мартинес (род. 1990) — аргентинский футболист.

## Подводный каньон Мар-дель-Плата
В 300 километрах от города расположен Мар-дель-Плата — один из крупнейших и самых глубоких подводных каньонов Аргентины. Глубина каньона достигает 3500 метров. Каньон — благоприятное место для обитания морских существ, так как там холодное и богатое питательными веществами течение встречается с тёплыми и солёными водами. В августе 2025 года научная экспедиция в подводный каньон Мар-дель-Плата обнаружила 40 потенциально новых видов морских существ.

## Фотографии города

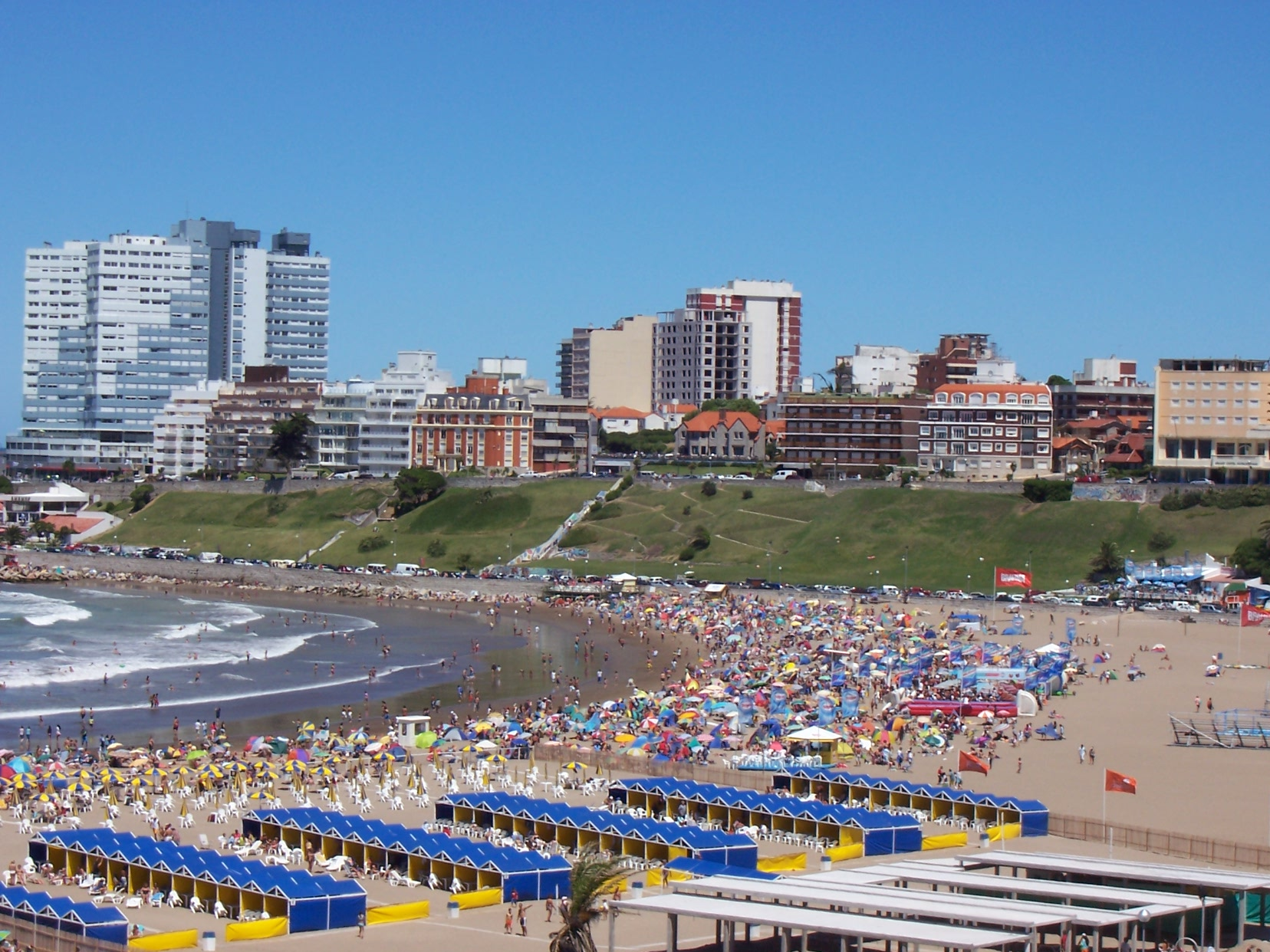
Вид на город
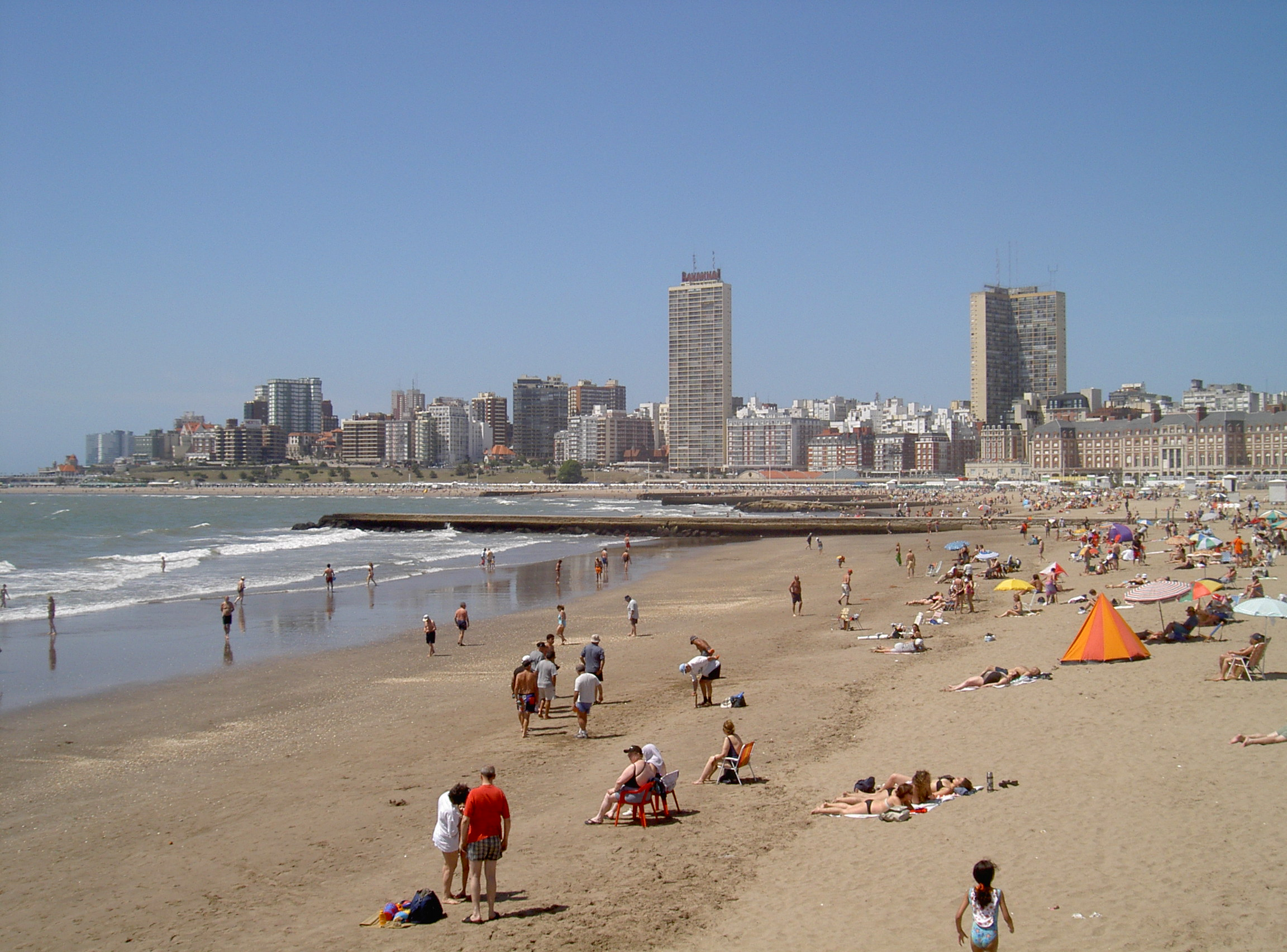
Пляж в центре города
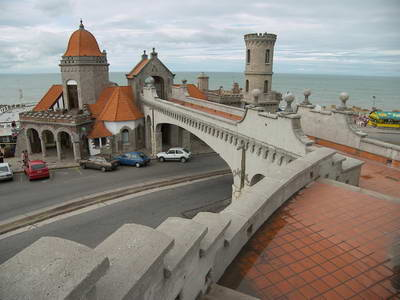
Башня Монаха (Torreón del Monje)